# مسجد جامع بابل
مسجد جامع بابل مربوط به دوره قاجار است و در بابل، حدفاصل چهارراه شهدا و سه راه فرهنگ واقع شده و این اثر در تاریخ ۱۰ مهر ۱۳۸۰ با شمارهٔ ثبت ۴۱۷۵ به‌عنوان یکی از آثار ملی ایران به ثبت رسیده‌است. زمان ساخت این مسجد بر اساس نوشته تاریخ طبرستان، بنای اولیه آن در سال ۱۶۰ ه. ق به دست مازیاربن قارن بنا گردیده‌است. این مسجد بارها به ویژه در دوره صفوی بازسازی شده و در دوران فتحعلی شاه قاجار، بعد از خرابی در اثر زلزله، دوباره بنا گردیده‌است.

## سرقت کتیبه ورودی
در تاریخ ۲۳ مهر ۱۴۰۱ خبرگزاری فارس خبر از به سرقت رفتن کتیبهٔ تاریخی سردر ورودی غربی این مسجد داده و به استناد دوربین‌های مداربستهٔ اطراف مسجد، این سرقت را به «اغتشاشگران» (واژه‌ای که حکومت ایران معترضان را خطاب قرار می‌دهد.) نسبت داد.